# Rossano Veneto
Rossano Veneto är en ort och kommun i provinsen Vicenza i regionen Veneto i Italien. Kommunen hade 8 083 invånare (2018).